# Batillus (schip, 1976)
De Batillus was een tanker van het type ULCC. Het schip werd van 1975 tot 1976 gebouwd bij Chantiers de l'Atlantique in Saint-Nazaire voor Shell. Bij de tewaterlating was het, met een waterverplaatsing van 663.000 ton en een draagvermogen van 553.662 ton, de grootste tanker ter wereld, samen met de zusterschepen Prairial, Bellamya en Pierre Guillaumat. De later gebouwde Seawise Giant had een iets groter draagvermogen, de vier schepen uit de Batillus-klasse hadden een grotere tonnenmaat, zij worden beschouwd als de grootste schepen ooit gebouwd.
Na de oliecrisis van 1973 verviervoudigde de prijs van olie, wat de economische groei tot stilstand bracht. Er ontstond een overschot aan tankers. Veel schepen werden opgelegd en werden soms al gesloopt terwijl ze nog geen tien jaar daarvoor in de vaart waren gekomen. De Batillus werd van 22 augustus 1983 tot 8 november 1985 opgelegd bij Vestnes in Noorwegen, waarna de laatste reis naar Kaohsiung ging. Het schip arriveerde daar op 28 december 1985 om te worden gesloopt.
Tegenwoordig is de TI Asia met 441.893 dwt het grootste schip ter wereld.